# Reynerus Holloger
Reynerus Holloger (auch Reiner oder Reimar) (bl. 1465–1501) war Ratssekretär der Hansestadt Lübeck.

## Leben
Holloger entstammte einer Rostocker Ratsfamilie des 14. Jahrhunderts und war einer der vier Söhne des Rostocker Bürgers Reineke Holloger. Er studierte ab 1465 an der Universität Rostock und wurde dort im Sommersemester 1473 an der Philosophischen Fakultät zum Bakkalaureus promoviert.
Er wurde Ratssekretär in Lübeck und führte dort als Protonotar das Lübecker Oberstadtbuch von Oktober 1483 bis Februar 1492. Weitere Ratssekretäre zur Zeit seines Wirkens in Lübeck waren der Chronist Theodericus Brandes, der zeitgleich mit ihm in Rostock studiert hatte, und Johannes de Bersenbrugge. Das Oberstadtbuch wurde nach Hollogers Ausscheiden für kurze Zeit von Theodericus Brandes fortgeführt. Nach dem Tod des Ratssekretärs Johannes de Bersenbrugge († 1493) wurde es von dem neu bestellten Ratssekretär Hartwich Brekewoldt übernommen.
1492 legte Holloger sein Amt nieder. Vermutlich kehrte er nach Rostock zurück und ist möglicherweise identisch mit Reimar Holloger, der 1499 Propst des Rostocker Domstifts und Pfarrer der Marienkirche war und 1496 als herzoglicher Rat nach Rom gesandt wurde, und dem Magister Reynerus Hollogher, clericus Zwerinensis diocesis, publicus apostolica et imperiali auctoritate notarius, der 1501 als Mitglied der Güstrower Brüderschaft S. Gregorii und S. Augustini verzeichnet ist und die Statuten für diese Bruderschaft aufsetzte.